# Демонстрация (обществена проява)
Вижте пояснителната страница за други значения на Демонстрация.
Демонстрация е вид политически активизъм, израз на протест или подкрепа на дадена политическа идея, икономически проблем или социална кауза. Тя е организирана от определена група хора и се изразява в мирен поход по улиците, носене на плакати и произнасяне на речи. Понякога демонстрациите приемат по-различна форма - като седяща или гладна стачка или поставяне на блокади.
Думата започва да се употребява през XIX век в смисъл на голям митинг, масов протест. Демонстрацията се счита за успешна, ако се съберат достатъчно много хора.
В редки случаи демонстрациите могат да се превърнат отчасти в насилсвени с хвърляне на камъни, повреждане на автомобили, чупене на витрини, прозорци и други. В тези случаи полицията може да използва палки, гумени куршуми, сълзотворен газ и арести.